# × Amarine
× Amarine  es un notogénero  de plantas perennes, herbáceas y bulbosas perteneciente a la familia de las amarilidáceas, con vistosas flores.  Es el producto del cruzamiento intergenérico entre especies de Amaryllis (en general, Amaryllis belladona) y especies del género Nerine que actúan como progenitor masculino.  A partir de la genealogía, se deduce su nombre: "Amar" por el género Amaryllis e "ine" por Nerine. Las diversas variedades de × Amarine presentan flores espectaculares, con la belleza y colorido de Nerine y el gran tamaño de Amaryllis. Las plantas de × Amarine son sexualmente estériles pero pueden propagarse vegetativamente a partir de sus bulbos.

## Notoespecies
Las notoespecies del género, conjuntamente con la cita válida y las especies parentales en el caso que se conozcan, se listan a continuación:
× Amarine tubergenii Sealy, J. Roy. Hort. Soc. 93: 432 (1968). (= Amaryllis belladonna L. × Nerine bowdenii W. Watson) 

## Utilización
× Amarine se cultiva como ornamental en muchos países. "Zwanenburg" y "Kevin Walters" son dos de los cultivares más conocidos. 